# Chicago Fire (série de televisão)
Chicago Fire é uma série de televisão estadunidense criada por Michael Brandt e Derek Hass, e produzida pelo criador da franquia Law & Order, Dick Wolf. A série acompanha a vida dos bombeiros e paramédicos que trabalham no 51º Batalhão do Corpo de Bombeiros de Chicago. Sua equipe conta com Caminhão 81, o Carro-Pipa 51, o 3º Esquadrão de Resgate, a Ambulância 61 e o Chefe do 25º Batalhão. O episódio piloto foi ao ar na NBC no dia 10 de Outubro de 2012, porém, teve seu lançamento antecipado no site da NBC antes da estreia na televisão.

## Sinopse
A trama se desenvolve no acompanhamento do dia-a-dia da vida dos heróis que arriscam suas vidas em sua nobre profissão. Para os bombeiros e paramédicos do 51º Corpo de Bombeiros de Chicago, não há nenhuma outra tarefa tão estressante e perigosa, ainda que recompensante e emocionante, quanto a sua própria. Essa corajosa equipe faz parte de um seleto grupo que enfrentam o perigo e vão - literalmente - de encontro ao fogo.
E a aceitação da responsabilidade de ser um bombeiro traz consigo a pressão da necessidade de realizar um trabalho árduo e meticuloso, não podendo conter erros, em que nas vezes que ocorrem, poder punir até mesmo seus próprios parceiros. Não por menos, a trama inicial aborda justamente esse aspecto, onde Andrew Darden, experiente bombeiro do Carro-Pipa 51, morre no episódio piloto, devido a um erro coletivo na falta de ventilação no teto de uma casa incendiada, dividindo o batalhão na busca de culpados e na redenção pela culpa.
Fora de expediente, há ainda os dramas pessoais comuns a qualquer pessoa, que incluem separações, perseguições de policiais corruptos e até mesmo prisões, onde até mesmo personagens secundários tem uma forte influência no andamento da história. E é com todo esse cenário tumultuado que os Tenentes Matthew Casey e Kelly Severide, juntamente com o Chefe de Batalhão Wallace Boden precisam ter pulso firme e pensamento rápido para liderar todo seu esquadrão.

## Elenco

### Personagens Principais
| Nome                    | Ator              | Cargo                         | Exercício                                                  | Temporadas | Temporadas | Temporadas | Temporadas | Temporadas | Temporadas | Temporadas | Temporadas | Temporadas | Temporadas | Temporadas | Temporadas | Temporadas      |
| Nome                    | Ator              | Cargo                         | Exercício                                                  | 1          | 2          | 3          | 4          | 5          | 6          | 7          | 8          | 9          | 10         | 11         | 12         | 13              |
| ----------------------- | ----------------- | ----------------------------- | ---------------------------------------------------------- | ---------- | ---------- | ---------- | ---------- | ---------- | ---------- | ---------- | ---------- | ---------- | ---------- | ---------- | ---------- | --------------- |
| Matthew Casey           | Jesse Spencer     | Capitão / Tenente / Vereador  | Caminhão 81                                                | Principal  | Principal  | Principal  | Principal  | Principal  | Principal  | Principal  | Principal  | Principal  | Principal  | Convidado  | Convidado  | Does not appear |
| Kelly Severide          | Taylor Kinney     | Tenente / Bombeiro            | Esquadrão de resgate nº 3                                  | Principal  | Principal  | Principal  | Principal  | Principal  | Principal  | Principal  | Principal  | Principal  | Principal  | Principal  | Principal  | Principal       |
| Gabriela Dawson         | Monica Raymund    | Paramédica Chefe / Bombeira   | Ambulância nº 61 / Caminhão 81                             | Principal  | Principal  | Principal  | Principal  | Principal  | Principal  | Convidada  | Convidada  |            |            |            |            |                 |
| Leslie Elizabeth Shay   | Lauren German     | Paramédica                    | Ambulância nº 61                                           | Principal  | Principal  | Convidada  |            |            |            |            |            |            |            |            |            |                 |
| Peter Mills             | Charlie Barnett   | Bombeiro / Paramédico Chefe   | Caminhão 81 / Esquadrão de resgate nº 3 / Ambulância nº 61 | Principal  | Principal  | Principal  |            |            |            |            |            |            |            |            |            |                 |
| Christopher Herrmann    | David Eigenberg   | Capitão / Tenente / Bombeiro  | Caminhão 81 / Carro Pipa 51                                | Principal  | Principal  | Principal  | Principal  | Principal  | Principal  | Principal  | Principal  | Principal  | Principal  | Principal  | Principal  | Principal       |
| Doctor Hallie Thomas    | Teri Reeves       | Residente                     | Hospital Lakeshre                                          | Principal  |            |            |            |            |            |            |            |            |            |            |            |                 |
| Wallace Boden           | Eamonn Walker     | Chefe de Batalhão             | 25º Batalhão                                               | Principal  | Principal  | Principal  | Principal  | Principal  | Principal  | Principal  | Principal  | Principal  | Principal  | Principal  | Principal  | Convidado       |
| Brian "Otis" Zvonecek   | Yuri Sardarov     | Bombeiro                      | Caminhão 81                                                | Recorrente | Principal  | Principal  | Principal  | Principal  | Principal  | Principal  | Principal  |            |            |            |            |                 |
| Joe Cruz                | Joe Minoso        | Bombeiro                      | Caminhão 81/ Esquadrão de Resgate n° 3                     | Recorrente | Principal  | Principal  | Principal  | Principal  | Principal  | Principal  | Principal  | Principal  | Principal  | Principal  | Principal  | Principal       |
| Randy "Mouch" McHolland | Christian Stolte  | Tenente / Bombeiro            | Caminhão 81                                                | Recorrente | Principal  | Principal  | Principal  | Principal  | Principal  | Principal  | Principal  | Principal  | Principal  | Principal  | Principal  | Principal       |
| Sylvie Brett            | Kara Killmer      | Paramédica Chefe / Paramédica | Ambulância nº 61                                           |            |            | Principal  | Principal  | Principal  | Principal  | Principal  | Principal  | Principal  | Principal  | Principal  | Principal  | Does not appear |
| Jessica "Chili" Chilton | Dora Madison      | Paramédica                    | Ambulância nº 61                                           |            |            | Convidada  | Principal  |            |            |            |            |            |            |            |            |                 |
| Jimmy Borelli           | Steven R. McQueen | Cadete / Paramédico           | Caminhão 81 / Ambulância nº 61                             |            |            |            | Principal  | Principal  |            |            |            |            |            |            |            |                 |
| Stella Kidd             | Miranda Rae Mayo  | Tenente / Bombeira            | Caminhão 81                                                |            |            |            | Recorrente | Principal  | Principal  | Principal  | Principal  | Principal  | Principal  | Principal  | Principal  | Principal       |
| Emily Foster            | Annie Ilonzeh     | Paramédica                    | Ambulância nº 61                                           |            |            |            |            |            |            | Principal  | Principal  |            |            |            |            |                 |
| Blake Gallo             | Alberto Rosende   | Candidato a bombeiro          | Caminhão 81                                                |            |            |            |            |            |            |            | Principal  | Principal  | Principal  | Principal  | Principal  | Does not appear |
| Darren Ritter           | Daniel Kyri       | Candidato a bombeiro          | Caminhão 81                                                |            |            |            |            |            |            | Recorrente | Recorrente | Principal  | Principal  | Principal  | Principal  | Principal       |
| Gianna Mackey           | Adriyan Rae       | Paramédica                    | Ambulância nº 61                                           |            |            |            |            |            |            |            |            | Principal  |            |            |            |                 |
| Violet Mikami           | Hanako Greensmith | Paramédica Chefe / Paramédica | Ambulância nº 61 /Ambulância nº 99 (anteriormente)         |            |            |            |            |            |            |            | Recorrente | Recorrente | Principal  | Principal  | Principal  | Principal       |
| Sam Carver              | Jake Lockett      | Bombeiro                      | Caminhão 81                                                |            |            |            |            |            |            |            |            |            |            | Recurring  | Recurring  | Principal       |
| Lyla Novak              | Jocelyn Hudon     | Paramédica                    | Ambulância nº 61                                           |            |            |            |            |            |            |            |            |            |            |            | Recurring  | Principal       |
| Dom Pascal              | Dermot Mulroney   | Chefe de Batalhão             | 25º Batalhão                                               |            |            |            |            |            |            |            |            |            |            |            |            | Principal       |

- Jesse Spencer como Capitão (anteriormente Tenente) Matthew Casey, do Caminhão 81. Casey é o capitão do Quartel 51 e o oficial encarregado do Caminhão 81. Como capitão, ele é o segundo no comando do Batalhão 51, abaixo do Chefe do Batalhão, Wallace Boden. Um faz-tudo e carpinteiro habilidoso, freelancer como empreiteiro de construção quando está de folga. Ele também é um ex-vereador eleito. Apesar de sua reticência e comportamento indiferente, ele é ferozmente protetor dos bombeiros sob seu comando e comanda sua lealdade e respeito. Devido ao seu posto, procura tomar a atitude mais sensata possível em todas as suas decisões. Ele ficou noivo do Dra. Hallie Thomas na primeira temporada, mas ambos decidiram se separar e foi casado com Gabriela Dawson da quinta à sétima temporada. Ele é promovido a Capitão pelo Chefe Boden no episódio da sexta temporada "An Even Bigger Surprise". É o personagem com maiores reviravoltas em sua vida pessoal, que incluem prisões de pessoas próximas, mortes e relacionamentos conturbados. Saiu após o episódio 200, se mudando para o Oregon e indo cuidar dos filhos de Andy Darden.
- Taylor Kinney como Tenente Kelly Severide, do Esquadrão de Resgate n° 3. Severide é tenente do Quartel 51 e o oficial encarregado do Esquadrão 3. Como Tenente, ele é o terceiro no comando do Batalhão 51, abaixo do Capitão Matthew Casey e do Chefe do Batalhão, Wallace Boden. Ao contrário de Casey, ele é carismático e retratado como "mulherengo" na série. Ele e Casey são amigos desde seus dias na CFD Academy, mas a amizade dos dois se torna tensa depois que um colega em comum dos dois morre no trabalho. Inicialmente teimoso no inicio da trama, Kelly se mostra cada vez mais um líder mais maduro e preparado para o seu cargo, aprendendo a lidar com seus conflitos pessoais sem que isso interfira em seu trabalho e no resultado de sua equipe. Seu pai era o ex-bombeiro Benny Severide, amigo de longa data do chefe Boden e de Henry Mills, pai do novato Peter Mills. Apesar de ter tido pouco contato com seu pai, se mostra super dedicado à família. Ele está em um relacionamento intermitente com Stella Kidd desde o episódio final da quarta temporada "Superhero".
- Monica Raymund como a paramédica-chefe/bombeira novata Gabriela "Gabby" Dawson, da Ambulância 61/Caminhão 81 (personagem principal da temporada 1-6 e convidada das temporadas 7 e 8), uma mulher independente que não tem medo de fazer o que é certo, mesmo que isso possa acarretar em problemas futuros. Dawson é uma das poucas mulheres no 51 e geralmente é tratada como uma irmã pelos homens do quartel. Ela era a paramédico responsável pela ambulância 61, mas transferida para o caminhão 81 depois de concluir a academia de bombeiros e passar nos exames físicos. No entanto, mais tarde ela foi transferida de volta para a Ambulância 61 depois que Jimmy Borelli foi transferido de volta para o Caminhão 81, pois essa era a melhor opção para ela considerando que ela teria que cuidar de Louie, seu filho adotivo. Ela namorou brevemente Peter Mills na primeira temporada e foi casada com Matt Casey da quinta à sétima temporada. Ela deixou Chicago após o episódio final da sexta temporada "The Grand Gesture" para chefiar uma unidade de resgate e socorro em Porto Rico, mas retornou brevemente para se despedir de Casey na estreia da sétima temporada, no episódio "A Closer Eye" e mais uma vez para um baile de caridade no nono episódio da oitava temporada "Best Friend Magic". Ela é a irmã mais nova do detetive Antônio Dawson, personagem de Chicago PD e de Chicago Justice. Ela administra o bar "Molly's" juntamente com Herrmann e Otis, sendo este um lugar de encontro dos bombeiros pós-expediente e também dos policiais, presentes no spin-off da série, Chicago PD.
- Charlie Barnett como o Bombeiro Peter Mills, do Esquadrão de Resgate nº 3. Seguindo os passos de seu pai, Mills inicia na brigada como um cadete no Caminhão 81, mas é alçado ao posto do Esquadrão de Resgate na 2ª temporada. É um ótimo cozinheiro, devido ao fato de sua irmã e mãe possuírem um restaurante, sendo costumeiramente o responsável pelas refeições no Batalhão.
- Lauren German como a Paramédica Leslie Elizabeth Shay, da Ambulância nº 61, uma amiga confiável que transmite segurança ao resto da equipe. Está sempre pronta para dar um conselho ou oferecer uma ajuda onde quer que seja necessário. É lésbica e vêm enfrentando uma sequência de péssimos relacionamentos passados. Shay e Severide dividem o apartamento, o que os torna muito próximos desde o início da trama.
- Eamonn Walker como Comandante do Batalhão 25, Wallace Boden, um veterano no esquadrão que faz de tudo para manter seus comandados a salvo. Justo em suas decisões, busca sempre o melhor para a equipe, mesmo que isso possa causar danos a sí próprio.
- David Eigenberg como Bombeiro Christopher Herrmann do Caminhão 81, um homem de família que perdeu sua casa devido a um esquema de pirâmide que deu errado. Herrmann vive atualmente com seus sogros. Administra o bar "Molly's" juntamente com Otis e Dawson
- Yuri Sardarov como Brian "Otis" Zvonecek - Um bombeiro do Caminhão 81 de Casey, sendo o último cadete antes da chegada de Peter Mills. Seu apelido "Otis" provém de sua função de checar elevadores durante os incêndios. Administra o bar "Molly's" juntamente com Herrmann e Dawson.
- Christian Stolte como Mouch - Um membro do Caminhão 81 que também faz a função de representante do sindicato quando algum companheiro recebe uma advertência por uma infração disciplinar.
- Joe Minoso como Jorge 'Joe' Cruz - Motorista do Caminhão 81 que tenta tomar conta de seu irmão mais novo, Leon.
- Kara Killmer como Sylvie Brett - Paramédica da Ambulância 61. É apresentada como a paramédica que substituirá Leslie Shay, o que causa hostilidade diante da saída trágica de Leslie, mas acaba conquistando seu lugar aos poucos.
- Dora Madison como Paramédica-Chefe Jéssica "Chili" Chilton (4ª Temporada, Episódios 1-14) - Apresentada como a nova Paramédica no Comando depois da saída de Peter Mills. Em sua chegada ao batalhão foi inicialmente recebida com uma certa hostilidade pelo restante da equipe, devido ao inconformismo com a saída de Mills.
- Steven R. McQueen como o Cadete/Paramédico Jimmy Borrelli (4ª Temporada-presente; recorrente nos episódios 1-6 da 4ª temporada). Estreou na 4ª temporada como o novo Cadete do Caminhão 81, porém, após a saída de "Chili", assumiu o cargo de paramédico.
- Teri Reeves como Doutora Hallie Thomas, uma doutora residente no Hospital de Lakeshore e ex-noiva de Casey.

### Personagens secundários
- Mo Gallini como Jose Vargas - Um membro recentemente promovido de motorista para a equipe de resgate, que tem sua carreira interrompida precocemente após um acidente em um incêndio.
- William Smillie como Kevin Hadley - Membro do Esquadrão de Resgate 3, e que, após Peter Mills ser promovido ao Esquadrão, fez uma "brincadeira" com Peter e foi expulso do quartel 51. Tempos depois, Hadley reaparece colocando todo quartel em risco, por vingança. Ele é descoberto como o incendiário e fica com parte do corpo queimado.
- Treat Williams[1] como Benny Severide, pai de Kelly Severide que o abandonou quando criança. Não consegue se apegar a sua família por um tempo muito grande, por esse motivo, suas aparições no seriado são esporádicas.
- Jeff Lima como Leon Cruz - Irmão de Joe Cruz que já esteve envolvido com gangues, sendo visto na série pela primeira vez em um resgate, onde o próprio foi baleado em um confronto por território. Após reviravoltas, se mudou de cidade.
- Robyn Coffin como Cindy Herrmann - Esposa do bombeiro Christopher Hermann e mãe de seus 5 filhos.
- Jeff Hephner como o Bombeiro Jeff Clarke - Bombeiro transferido para o 51º Corpo de Bombeiros após o fechamento do seu próprio. Inicialmente, suas inaptidões sociais e seu comportamento introvertido faz com que ele não possua tantos amigos na equipe, mas é a partir de uma amizade com Mills que ele conquista a confiança de todos. Clarke é promovido a Tenente e é transferido de quartel. Tempos depois se torna médico.

### Personagens de crossover
- Jason Beghe como Hank Voight - personagem de crossover de Chicago P.D., originário da 1ª temporada de Chicago Fire, Sargento do Esquadrão de Inteligência da Polícia de Chicago.
- Elias Koteas como Alvin Olinsky - personagem de crossover de Chicago P.D., Detetive do Esquadrão de Inteligência da Polícia de Chicago.
- Jon Seda como Antonio Dawson - personagem de crossover de Chicago P.D., originário da 1ª temporada de Chicago Fire, Detetive do Esquadrão de Inteligência da Polícia de Chicago e irmão de Gabriela Dawson.
- Sophia Bush como Erin Lindsay - personagem de crossover de Chicago P.D., Detetive do Esquadrão de Inteligência da Polícia de Chicago e ex-namorada de Kelly Severide.
- Jesse Lee Soffer como Jay Halstead - personagem de crossover de Chicago P.D., Detetive do Esquadrão de Inteligência da Polícia de Chicago e ex-namorado de Gabriela Dawson.
- Patrick John Flueger como Adam Ruzek - personagem de crossover de Chicago P.D., Oficial do Esquadrão de Inteligência da Polícia de Chicago.
- LaRoyce Hawkins como Kevin Atwater - personagem de crossover de Chicago P.D., Oficial do Esquadrão de Inteligência da Polícia de Chicago.
- Tracy Spiridakos como Hailey Upton - personagem de crossover de Chicago P.D., Detetive do Esquadrão de Inteligência da Polícia de Chicago.
- Marina Squerciati como Kim Burgess - personagem de crossover de Chicago P.D., Oficial de Patrulha da Polícia de Chicago.
- Brian Geraghty como Sean Roman - personagem de crossover de Chicago P.D., Oficial de Patrulha da Polícia de Chicago.
- Amy Morton como Trudy Platt - personagem de crossover de Chicago P.D., Sargento de Mesa e namorada de Mouch
- Kelli Giddish como Amanda Rollins - personagem de crossover de Law & Order: Special Victims Unit, uma detetive de Nova Iorque

## Produção

Bastidores da preparação do elenco no CFD.

O episódio piloto da série, co-escrito pelos criadores Derek Haas e Michael Brandt, foi filmado em Chicago e, de acordo com a National Broadcasting Company (NBC), a série continuará sendo filmada em Chicago. O prefeito de Chicago, Rahm Emanuel, fez uma pequena aparição no 1º episódio da série. Emanuel destacou: "É mais facil ser um prefeito do que fazer o papel de um prefeito. Eu disse que os ajudaria sob uma condição: que a série fizesse uma contribuição à Instituição de Viuvas e Órfãos de Bombeiros."
A rede de televisão recebeu o aval para produzir a série em Maio de 2012. Ela só foi produzida, porém, em Outubro, após receber novos scripts em 8 de Novembro, que fechariam uma temporada completa com 22 episódios.
Seus episódios são gravados em um batalhão verídico, que se situa na Avenida S. Blue Island, 1360, entre a 13ª e a Racine.
Em 27 de Março de 2013 a NBC anunciou um possível Spin-Off para Chicago Fire, que acompanharia o dia a dia dos policiais de Chicago - Chicago PD -. A confirmação veio em Maio de 2013, com previsão de estreia para 8 de janeiro de 2014.

## Episódios
Ver artigo principal: Lista de episódios de Chicago Fire
| Temporada | Temporada | Episódios | Episódios | Originalmente exibido  | Originalmente exibido | Audiência | Audiência                           |
| Temporada | Temporada | Episódios | Episódios | Estreia da temporada   | Final da temporada    | Rank      | Média de visualizações (em milhões) |
| --------- | --------- | --------- | --------- | ---------------------- | --------------------- | --------- | ----------------------------------- |
|           | 1         | 24        | 24        | 10 de outubro de 2012  | 22 de maio de 2013    | 51        | 7.78                                |
|           | 2         | 22        | 22        | 24 de setembro de 2013 | 13 de maio de 2014    | 31        | 9.70                                |
|           | 3         | 23        | 23        | 23 de setembro de 2014 | 12 de maio de 2015    | 47        | 9.65                                |
|           | 4         | 23        | 23        | 13 de outubro de 2015  | 17 de maio de 2016    | 31        | 10.47                               |
|           | 5         | 22        | 22        | 11 de outubro de 2016  | 16 de maio de 2017    | 26        | 9.92                                |
|           | 6         | 23        | 23        | 28 de setembro de 2017 | 10 de maio de 2018    | 29        | 9.67                                |
|           | 7         | 22        | 22        | 26 de setembro de 2018 | 22 de maio de 2019    | 14        | 11.37                               |
|           | 8         | 20        | 20        | 25 de setembro de 2019 | 15 de abril de 2020   | 8         | 11.70                               |
|           | 9         | 16        | 16        | 11 de novembro de 2020 | 26 de maio de 2021    | 7         | 10.23                               |
|           | 10        | 22        | 22        | 22 de setembro de 2021 | 25 de maio de 2022    | 7         | 9.81                                |
|           | 11        | 22        | 22        | 21 de setembro de 2022 | 24 de maio de 2023    | 7         | 9.25                                |
|           | 12        | 13        | 13        | 17 de janeiro de 2024  | 22 de maio de 2024    | 7         | 8.68                                |
|           | 13        | 22        | 22        | 25 de setembro de 2024 | 21 de maio de 2025    | ASA       | ASA                                 |

## Prêmios e indicações
| Ano  | Premiação                              | Categoria                                          | Indicado                                                  | Resultado |
| ---- | -------------------------------------- | -------------------------------------------------- | --------------------------------------------------------- | --------- |
| 2013 | ASCAP Film and Television Music Awards | Melhor Série de Televisão                          | Chicago Fire                                              | Venceu    |
| 2013 | Imagen Foundation Awards               | Melhor Atriz de Televisão                          | Monica Raymund                                            | Venceu    |
| 2013 | Imagen Foundation Awards               | Melhor Ator Coadjuvante de Televisão               | Joe Minoso                                                | Indicado  |
| 2013 | Imagen Foundation Awards               | Melhor Programa de Televisão do Horário-Nobre      | Chicago Fire                                              | Indicado  |
| 2013 | Online Film & Television Association   | Melhor trilha sonora em uma Série                  | Jeffery Kaplan, Todd Morrissey, Peter Reale, Alex Riordan | Indicado  |
| 2013 | Prism Awards                           | Melhor Episódio em Drama - "Professional Courtesy" | Chicago Fire                                              | Venceu    |
| 2013 | Teen Choice Awards                     | Atriz "Choice TV" (Ação)                           | Monica Raymund                                            | Indicado  |
| 2013 | Teen Choice Awards                     | Ator "Choice TV" (Ação)                            | Jesse Spencer                                             | Indicado  |
| 2013 | Teen Choice Awards                     | Série "Choice TV" (Ação)                           | Chicago Fire                                              | Indicado  |
| 2014 | Imagen Foundation Awards               | Melhor Ator coadjuvante/Televisão                  | Joe Minoso                                                | Indicado  |
| 2014 | Imagen Foundation Awards               | Melhor Atriz coadjuvante/Televisão                 | Monica Raymund                                            | Indicado  |
| 2014 | People's Choice Awards 2014            | Drama Favorito                                     | Chicago Fire                                              | Indicado  |
| 2015 | People's Choice Awards 2015            | Drama Favorito                                     | Chicago Fire                                              | Indicado  |
| 2015 | People's Choice Awards 2015            | Personagens da TV que mais sentimos falta          | Leslie Shay (Lauren German)                               | Indicado  |
| 2015 | People's Choice Awards 2015            | Ator de Drama Favorito                             | Taylor Kinney                                             | Indicado  |
| 2016 | People's Choice Awards 2016            | Ator Favorito de Série Dramática                   | Taylor Kinney                                             | Venceu    |

## Transmissão Internacional
A série está sendo transmitida para o Canadá pela Global Television Network. Foi ao ar no Reino Unido e na Irlanda pela Sky Living no dia 24 de outubro de 2012. Na África do Sul, a série está sendo transmitida pela Mnet. Na América Latina, com exceção ao México (Canal 5 da Televisa), e na Alemanha pela Universal Channel. Já na Hungria, a série foi ao ar no dia 26 de novembro de 2012 pela TV2 Húngara. Na Austrália, a série estreou em Janeiro de 2013, pela FOX8. As Filipinas transmitirão o seriado em uma data indefinida do ano de 2013, pela Jack City. Portugal recebeu a série em 2013 pela TVSéries e em 2014 na TVI e em 2015 pelo AXN. Na Noruega a estreia veio em Abril de 2013 no canal NRK1. Nova Zelândia em 9 de julho de 2013 pela TV3 Neozelandesa. A Bulgária foi o último país a receber a série ainda em 2013, pela TV Nova em 9 de dezembro. Já Polônia e Hong Kong receberam a série em seus países no ano de 2014, respectivamente dia 7 de janeiro pela TVP1 e 15 de janeiro pela TVB Pearl. No Brasil, a Record divulgou em Fevereiro de 2014 que pretende exibir Chicago Fire durante o ano.